# Kriegsgräberstätte Schwarzenbruch

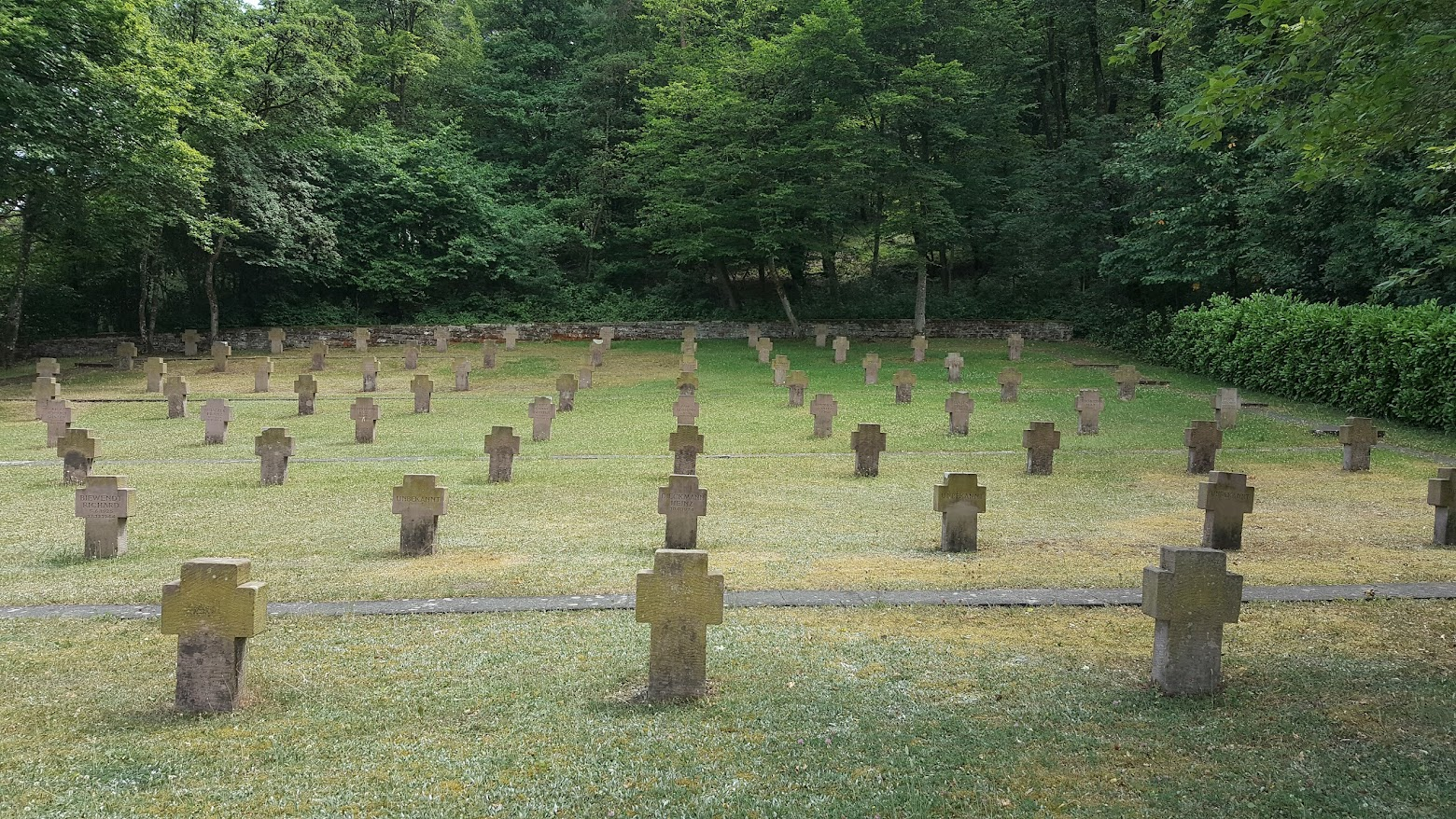
Ehrenfriedhof Schwarzenbruch

Die Kriegsgräberstätte Schwarzenbruch ist ein Ehrenfriedhof im Weiler Schwarzenbruch der Ortsgemeinde Kruchten im Eifelkreis Bitburg-Prüm in Rheinland-Pfalz.

## Geographische Lage
Der Ehrenfriedhof befindet sich am nördlichen Ortsende von Schwarzenbruch am Rande eines Waldgebietes. Das Gelände liegt in leichter Hanglage unmittelbar neben der Landesstraße 3 und ist durch einen Wirtschaftsweg erschlossen.

## Geschichte
Die Kriegsgräberstätte umfasst insgesamt 88 Gräber von Soldaten, die während des Zweiten Weltkriegs gefallen sind. 12 der Soldaten sind namentlich unbekannt.
Seit 1992 findet eine jährliche Gedenkveranstaltung am Volkstrauertag statt. Die Pflege des Friedhofs übernehmen Soldaten aus Trier mit Unterstützung des Volksbundes Deutscher Kriegsgräberfürsorge.

## Einzelnachweis
1. 1 2  Eintrag zu Ehrenfriedhof Schwarzenbruch in der Datenbank der Kulturgüter in der Region Trier, abgerufen am 29. Januar 2022.

Koordinaten: 49° 53′ 27,4″ N, 6° 20′ 17,6″ O